# Jazzamoart
Jazzamoart (Francisco Javier Vázquez Estupiñán) (Irapuato, Guanajuato, 28 de mayo de 1951) es un pintor y escultor mexicano que desde la década de los años setenta ha trabajado permanentemente en la teoría y práctica de la sinestesia entre la música y la pintura. La obra de Jazzamoart, que esta llena de gozo, mexicanismos, garabatos y fuerza, es contenedora de una personalidad poderosa y un lenguaje gestual, siendo apreciada y reconocida en México, Canadá, Estados Unidos, Sudamérica, Europa y Asia. Pertenece a la generación de los cincuenta de la pintura mexicana, grupo posterior a La Generación de la Ruptura. Es miembro del Salón de la Plástica Mexicana y del Sistema Nacional de Creadores de Arte del Fonca de 1993 al 2000.

## Biografía
Nació el 28 de mayo de 1951 en Irapuato, Guanajuato. Con estudios en la Academia de San Carlos de 1969 a 1972, es considerado por Carlos Montemayor como el tercer gran artista de Guanajuato, junto a Diego Rivera y José Chávez Morado.  Su obra se encuentra íntimamente vinculada a la música, particularmente al jazz. En 1974 inventó y adoptó el seudónimo de Jazzamoart, inspirado en el jazz como género musical, en el amor como valor universal y en el arte como forma de vida. Trabaja con un lenguaje gestual en diversas técnicas como la pintura, el dibujo, la gráfica (serigrafía, grabado y litografía), la escultura (madera, bronce y piedra) y el performance. 
Inventor de ruidos visuales, Jazzamoart trabaja por series y el ochenta por ciento de obra es creada en óleo sobre tela. Sus principales personajes son la Bebopera, mujer de farándula jazzera y antros nocturnos, y el saxofón como un fetiche eterno que como elemento principal, garabateado o simplemente sugerido aparece en gran parte de sus creaciones. Otras temáticas abordadas en su trayectoria son los desnudos, las cantinas, el fútbol, los toros y reinterpretaciones de algunas obras maestras de artistas europeos como Rembrandt  y Diego Velázquez.

## Exposiciones (selección)
Cuenta con más de 500 exposiciones colectivas e individuales en museos, galerías, bienales, ferias de arte y espacios alternativos alrededor del mundo, entre las cuales destacan:
- La necedad del pintor, Museo de Arte Moderno de México.
- The Art of Music, Bronx Museum of Arts, Nueva York, EUA.
- La noche de Rembrandt, Galería Óscar Román, Ciudad de México, México.[6]
- North Sea Jazz Festival, Róterdam, Holanda.
- Confrontación 86, Museo del Palacio de Bellas Artes, Ciudad de México, México.
- Osaka Triennale ’93, Osaka Foundation of Culture, Osaka, Japón.
- Antro Calavera, Museo de la Secretaría de Hacienda y Crédito Público, Ciudad de México, México.
- Descanse no más, Galerie Kyra Maralt, Berlín, Alemania.
- Retrato de La Pintura, Museo José Luis Cuevas, Ciudad de México, México.[7]
- Taller con Ruidos y Máscaras, Ex templo de San Agustín, Zacatecas, Zacatecas.[8]
- Colección Archivos, Museo Nacional Centro de Arte Reina Sofía, Madrid, España.
- Prodigios de fin de siglo, Museo MARCO, Monterrey, Nuevo León, México.
- Brinquedo Arte Objeto, Museo do Brinquedo de Sintra, Lisboa, Portugal.
- 17 artistas de hoy en México, Museo Tamayo Arte Contemporáneo, Ciudad de México, México.
- Pinturerías, Museum of Latin American Art, Long Beach, California, Estados Unidos.
- Introducing Friends and Neighbors: Contemporary Mexican and Cuban Art, Rye Art Center, Nueva York, Estados Unidos.[9]
- Viejos y nuevos sueños, Museo Universitario del Chopo, Ciudad de México, México.
- Pintura joven mexicana, Galería L’Espace Cardin, París, Francia.
- Jolgoriorgía, Museo de Arte Carrillo Gil, Ciudad de México, México.
- Four Contemporary Mexican Painters, Phoenix Museum, Phoenix, Arizona, Estados Unidos.
- El Bop de San Javier, Museo de Arte Abstracto Manuel Felguérez, Zacatecas, México, y Museo del Pueblo, Festival Internacional Cervantino, Guanajuato, México.
- Invenciones, ruidos y silencios, Institutos de Cultura de México en San Antonio, Texas, Estados Unidos, Washington D. C., Estados Unidos, y Quebec, Montreal, Canadá.
- Sueño de una tarde dominical, Museo Mural Diego Rivera, Ciudad de México, México.
- Actualidad Plástica Museo de Arte Moderno, Festival Europalia'93, Ostende, Bélgica.

## Premios y reconocimientos (selección)
- Salón Nacional de Artes Plásticas, Sección Pintura, Premio de adquisición Instituto Nacional de Bellas Artes, Ciudad de México, México
- Hyogo International Competition of Painting, Hyogo Prefectural Museum of Art, Chuo-ku, Kobe, Japón (Representante de México)
- III Bienal Rufino Tamayo, Mención honorífica, Ciudad de México, México
- XXIV Edición del Premio Internacional de Dibujo Joan Miró, Barcelona, España (Seleccionado)
- I Bienal Internacional de Pintura, Museo de Arte Moderno, Cuenca, Ecuador (Selección)
- Miembro del Salón de la Plástica Mexicana, Instituto Nacional de Bellas Artes, México
- Salón Nacional de Artes Plásticas, Trienal Escultura Mención honorífica INBA, Ciudad de México, México
- I Bienal de Miami, Gran Premio “Arte Nuevo del Nuevo Mundo” Premio especial dirimido por el público asistente, Convention Center, Miami, Florida, EUA
- IV Bienal Nacional Diego Rivera, Mención Honorífica en Dibujo, Gto. Guanajuato.
- VI Festival del Centro Histórico, Premio, Museo Nacional de la Estampa, Ciudad de México, México
- La divina comedia, Mención honorífica, Embajada de Italia, Ciudad de México, Sociedad Dante Alighieri, México
- Primera Bienal Internacional de Juguete Arte Objeto, Mención Honorífica, Museo José Luis Cuevas, Ciudad de México, México
- Art Call, Jazz Guelph Festival, Obra seleccionada como imagen del Festival, Ontario, Canadá
- Bicentenario de la Revolución Francesa, Premio, Alianza Francesa, Ciudad de México, México
- Beca Sistema Nacional de Creadores de Arte CONACULTA, México

## Actividades alternas
Integrante de los grupos de jazz Alacrán del Cántaro, La Cocina y actualmente de Sonora Onosón, Jazzamoart ha participado como baterista y con improvisaciones visuales desde 1978 hasta el 2012. Además ha realizado múltiples escenografías para conciertos de jazz, música popular y clásica en eventos y auditorios como el Festival Internacional Cervantino, North Sea Jazz Festival en Holanda, Guelph Jazz Festival en Canadá, Auditorio Nacional, Sala Principal del Palacio de Bellas Artes de México y Sala Nezahualcóyotl de la UNAM, entre otros; compartiendo el escenario con B. B. King, Branford Marsalis, Ray Charles, Wayne Shorter, Arturo Sandoval, Diana Krall, Mike Stern, Héctor Infanzón, Iraida Noriega, Chilo Morán, Juan José Calatayud, Lila Downs, Eugenia León, etc. En 2005, crea “Sax de la Ciudad de México” y “Bebopera de la Ciudad de México”, como reconocimientos a los participantes del Festival de Jazz de la Ciudad de México.

## Libros monográficos y catálogos (selección)
- Jazzamoart Pintar toreando, 2024 Editado por Diseño Equis de México, diseñado por Rafael Cue. 200 pgs.
- Viaje al fondo de la pintura (Journey to the bottom of the painting), 2023 Editado por La Cabra Ediciones, diseñado por María Luisa Passarge. 162 pgs.
- Goles de pintura, 2022 Editado por La Cabra Ediciones, 34 pgs.
- La vida de la pintura, 50 textos en torno a la obra de Jazzamoart, 2019 Editado por La Cabra Ediciones, diseñado por María Luisa Passarge. 256 pgs.
- La soledad del pintor (The Painter`s Solitude), 2017, Publicado por Editorial Turner, diseñado por Alejandro Magallanes. 392 pgs.
- Jazzamoart, Sólo a Fuerza de Pintar (Only by dint of painting), 2014, Editado por Tiempo imaginario, diseñado por CHAC. 360 pgs.
- Jazzamoart, 2009 Ediciones La Rana, Instituto de Cultura de Guanajuato, H. Ayuntamiento de Irapuato, Casa de la Cultura, Guanajuato, México. 200 pgs.
- Jazzamoart, De tríos y beboperas 2002 Editorial Tiempo Imaginario, 54 pgs.
- Saxo, signo y garabato, Jazzamoart, 2001 Editorial Tiempo imaginario 40 pgs.
- Jazzamoart La necedad del pintor, 1990 INBA Museo de Arte Moderno, 12 pgs.
- Arte Mexicano en el Tiempo, Berha Taracena, Ciudad de México, México
- Catálogo casi razonado del Jazz en México, Antonio Malacara, CONACULTA - FONCA
- Estudio semiótico transdisciplinario del jazz mexicano en su expresión musical y plástica: el caso de Francisco Téllez y Jazzamoart, María Dolores Chávez, ITESM, México.
- Diccionario de escultura mexicana del siglo XX, pág. 346,  Lily Kassner, Editorial Universidad Nacional Autónoma de México, México
- Arte y Artistas, Cien artistas de la Plástica Contemporánea Flores Antúnez, Amanecer de otra Centuria, México
- Diccionario Enciclopédico de México Tomo II, pág. 952, Humberto Musacchio, Andrés León Editor. México